# Zwergnachtschwalbe
Die Zwergnachtschwalbe (Setopagis parvula, Syn.: Caprimulgus parvulus, Setopagis parvulus, Hydropsalis parvula) ist eine Vogelart aus der Familie der Nachtschwalben (Caprimulgidae).
Sie wurde früher als konspezifisch mit der Ecuadornachtschwalbe und bis vor kurzem mit der Guajiranachtschwalbe angesehen, unterscheidet sich jedoch durch die Stimmlaute.
Sie kommt in Argentiniens Norden, Bolivien, Brasilien (Amazonasbecken), Paraguay, Perus Osten und in Uruguay vor.
Ihr Verbreitungsgebiet umfasst Wälder und offene baum- und buschbestandene Lebensräume, Savannen und Dickichte.

## Beschreibung
Die Zwergnachtschwalbe ist 19–21 cm groß, das Männchen wiegt 25 bis 42 g, das Weibchen 30 bis 47 g. Die Oberseite ist graubraun schwarzbraun gestreift mit breitem braunem Scheitel und schmalem rotbraunem Nackenband. Die Kehle ist beim Männchen weiß, beim Weibchen cremefarben.

## Stimme
Der Ruf des Männchens wird als markantes trillerndes dop, dro-dro-dro-dro-dro beschrieben.

## Lebensweise
Die Nahrung besteht aus Nachtfaltern und Käfern.
Die Brutzeit liegt in Bolivien im August, in Paraguay zwischen Oktober und November, in Uruguay im November und beginnt in Brasilien ab September.

## Etymologie und Forschungsgeschichte
Die Erstbeschreibung der Zwergnachtschwalbe erfolgte 1825 durch John Gould unter dem wissenschaftlichen Namen Caprimulgus parvulus. Das Typusexemplar Stammte aus der Charles-Darwin-Sammlung. Robert Ridgway führte 1912 die Gattung Systellura für S. l. ruficervix ein. Dieser Begriff leitet sich aus den griechischen Worten »systellō, συστελλω« für »kürzen« und »oura, ουρα« für »Schwanz« ab. Das Artepitheton »parvulus« hat seinen Ursprung in
lateinisch parvulus,  parvus ‚sehr klein, klein‘ Alfred Laubmann sah in seinem Werk Die Vögel von Paraguay in der Guajiranachtschwalbe (Setopagis heterura Todd, 1915) eine Unterart. Außerdem berichtete er von vier Sammelobjekten durch Hans Krieg (1888–1970) und Eugen Josef Robert Schuhmacher (1906–1973) aus Nueva Germania und dem Bergland des Río Apa bei San Luis de la Sierra im Departamento Concepción.

## Gefährdungssituation
Die Zwergnachtschwalbe gilt als „nicht gefährdet“ (least concern).